# Metacomet

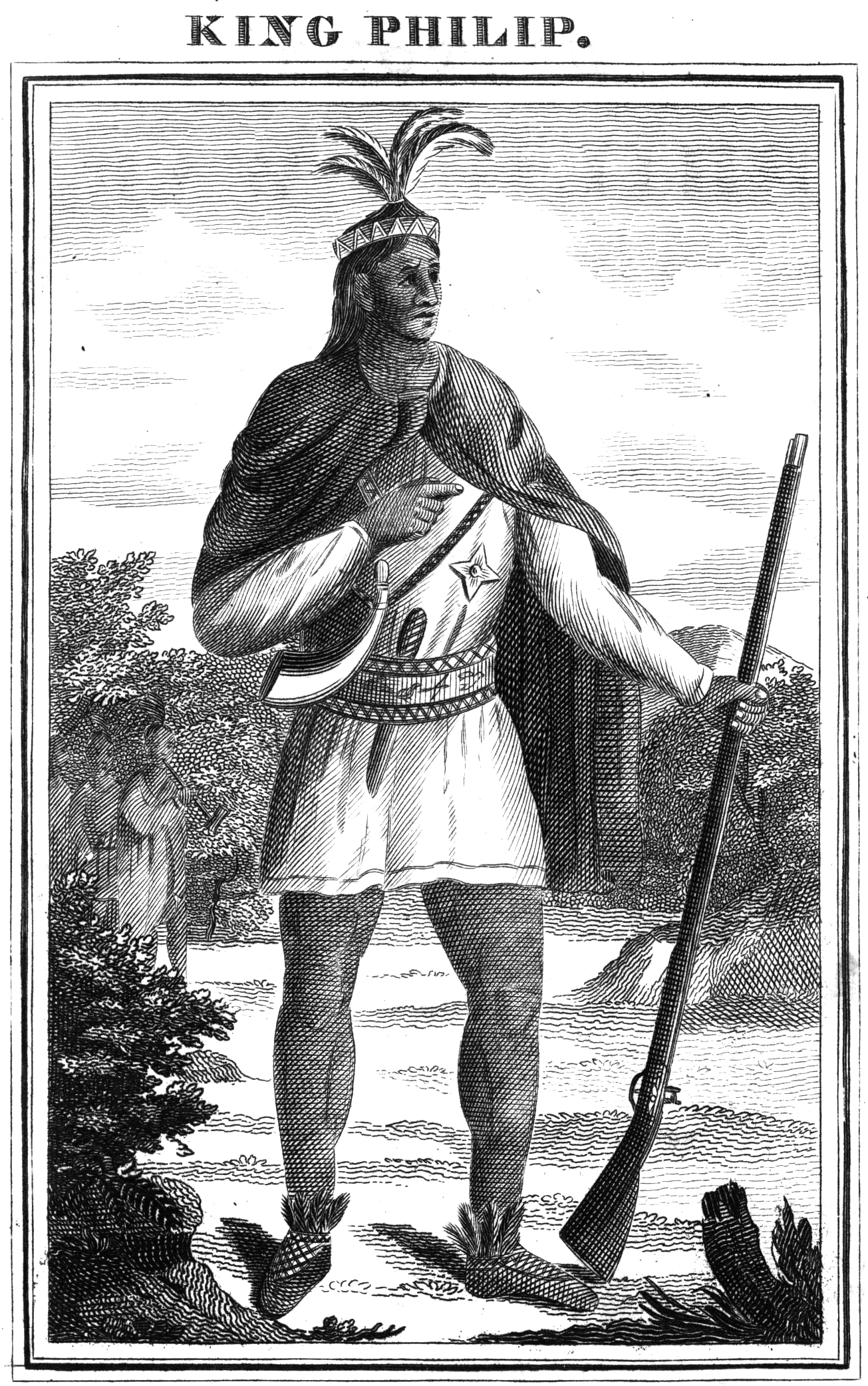
Metacomet

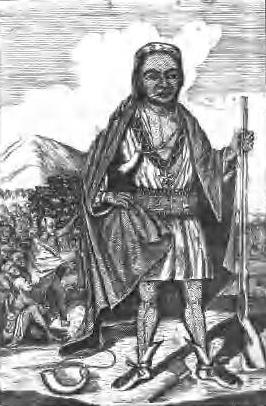
Metacomet ou Rei Filipe, quadro de Paul Revere (1772)

Metacomet (c. 1639-12 de agosto de 1676), também conhecido como Rei Filipe, fui um chefe e guerreiro ameríndio e sachem da tribo Wampanoag. Foi o seu chefe durante a guerra do Rei Filipe.
Era filho de Massassoit e irmão de Wamsutta, sucedendo-lhe em 1662. Em 1671 assinou o tratado de Taunton como mostra de boa vontade para com os brancos. Mas aliou-se aos  Narragansett, Nipmuc e Pennacook, declarando a Guerra do Rei Filipe em 1675, na qual 12000 ameríndios atacaram 50 dos 90 povoados dos brancos. Destruíram 9 e mataram mil colonos, mas tudo acabaria com a derrota quando sitiaram Swansea e se deu o virtual extermínio da tribo. Metacomet foi feito prisioneiro e executado em agosto de 1676, sendo a sua cabeça exposta num pau e a sua família deportada como escravos para as Antilhas. 